# Bertiera rufa
Espèce
Bertiera rufa ou Bois de raisin, est une plante de la famille des Rubiacées. Elle est endémique de l'île de La Réunion, département d'outre-mer français dans le sud-ouest de l'océan Indien. 

## Écologie
C'est une espèce rencontrée dans les forêts humides de l'île, entre 400 et 1700 m d'altitude. 
Bien qu'endémique, elle n'est pas protégée.
Elle est une plante hôte pour ''Epiplema dadanti'', papillon endémique.

## Caractéristiques
Cet arbrisseau mesure entre 2 et 4 m de hauteur.
L'infrutescence ressemble à une grappe de raisin. 
Les fruits sont des baies bleu foncé-pourpre, mangées par les oiseaux.